# Sint-Catharinakapel (Breda)
De Sint-Catharinakapel is een kapel in Breda in de Nederlandse provincie Noord-Brabant. Het gebouw is onderdeel van het Begijnhof aan de Catharinastraat 23 en ligt aan de zuidelijke rand van Park Valkenberg.
De kapel is gewijd aan Catharina van Alexandrië en Sint-Begga.

## Geschiedenis
In 1836-1838 werd de kapel in waterstaatstijl gebouwd naar het ontwerp van architect A. van der Aa. Eerder maakten de begijnen gebruik van de Waalse kerk naast de entree van het Begijnhof, maar die was overgegaan aan de Waalse gemeente in Breda.
Op 16 maart 1966 werd het begijnhof samen met de Sint-Catharinakapel ingeschreven in het rijksmonumentenregister.

## Opbouw
Het kerkgebouw is in neoclassicistische stijl opgetrokken op een rechthoekig plattegrond met vijf traveeën en een apsis. Het heeft een ingezwenkte voorgevel met een fronton met daarboven een dakruiter. In de frontgevel bevindt zich een nis met daarin een beeld van Sint-Catharina. De gevels zijn voorzien van rondboogvensters en pilasters. 